# Progressione del record italiano dei 200 metri lanciati
La voce seguente illustra la progressione del record italiano dei 200 metri lanciati maschili di ciclismo su pista.
| Atleta                             | Prestazione | Pista        | Società                              | Data             | Luogo          | Ref   |
| ---------------------------------- | ----------- | ------------ | ------------------------------------ | ---------------- | -------------- | ----- |
| Cesare Pinarello (Dilettanti)      | 12"0        | Outdoor      |                                      | 26 Ottobre 1954  | Milano         | [ 1 ] |
| Virgilio Pizzali (Dilettanti)      | 12"0        | Outdoor      |                                      | 02 Novembre 1954 | Milano         | [ 1 ] |
| Guglielmo Pesenti (Dilettanti)     | 11"8        | Indoor Track |                                      | 18 Gennaio 1956  | Milano         | [ 1 ] |
| Guglielmo Pesenti (Dilettanti)     | 11"5        | Indoor Track |                                      | 17 Febbraio 1957 | Milano         | [ 1 ] |
| Giuseppe Beghetto (Dilettanti)     | 11"40       | Indoor Track |                                      | 05 Novembre 1960 | Milano         | [ 1 ] |
| Sergio Bianchetto (Dilettanti)     | 11"40       | Indoor Track |                                      | 05 Novembre 1960 | Milano         | [ 1 ] |
| Giovanni Pettenella (Dilettanti)   | 11"40       | Indoor Track |                                      | 29 Dicembre 1964 | Milano         | [ 1 ] |
| Sante Gaiardoni (Dilettanti)       | 11"2        | Outdoor      |                                      | 30 Luglio 1960   | Roma           | [ 1 ] |
| Antonio Maspes (Professionisti)    | 11"0        | Outdoor      | Ignis                                | 13 Luglio 1960   | Roma           | [ 1 ] |
| Antonio Maspes (Professionisti)    | 10"8        | Outdoor      | Ignis                                | 20 Luglio 1960   | Roma           | [ 1 ] |
| Claudio Golinelli (Professionisti) | 10"587      | Indoor Track |                                      | 25 Agosto 1987   | Vienna         | [ 1 ] |
| Luca Ceci (Open)                   | 9"974       | Indoor Track | Team Ceci                            | 10 Ottobre 2011  | Mosca          | [ 2 ] |
| Dario Zampieri (Open)              | 9"941       | Indoor Track | UCAB Biella                          | 20 Agosto 2019   | Aguascalientes | [ 3 ] |
| Francesco Ceci (Open)              | 9"928       | Indoor Track | Team Ceci                            | 26 Maggio 2021   | Mosca          | [ 4 ] |
| Mattia Predomo (Open)              | 9"836       | Indoor Track | Campana Imballagi-Geo & Tex Trentino | 24 Aprile 2023   | Milton         | [ 5 ] |
| Stefano Moro (Open)                | 9"822       | Indoor Track | Gruppo Sportivo Fiamme Azzurre       | 14 Aprile 2024   | Milton         | [ 6 ] |
| Fabio Del Medico (Open)            | 9"618       | Indoor Track | Velo Club Empoli                     | 16 Marzo 2025    | Konya          | [ 7 ] |

## Miglior prestazione italiana
Per essere omologato ufficialmente come record nazionale occorre che il controllo antidoping venga eseguito immediatamente dopo la prestazione dell'atleta. In caso contrario la performance ha rilevanza puramente statistica e viene considerata miglior prestazione.
| Atleta                 | Prestazione | Pista         | Società   | Data             | Luogo            | Ref   |
| ---------------------- | ----------- | ------------- | --------- | ---------------- | ---------------- | ----- |
| Roberto Chiappa (Open) | 9"94        | Outdoor Track |           | 1994             | Colorado Springs |       |
| Francesco Ceci (Open)  | 9"965       | Indoor Track  | Team Ceci | 06 Dicembre 2013 | Aguascalientes   | [ 8 ] |